# Rząd Janusza Jędrzejewicza
Rząd Janusza Jędrzejewicza – gabinet pod kierownictwem premiera Janusza Jędrzejewicza, utworzony 10 maja 1933 przez prezydenta Ignacego Mościckiego po dymisji rządu Aleksandra Prystora. Premier wraz z gabinetem podał się do dymisji 13 maja 1934.

## Rada Ministrów Janusza Jędrzejewicza (10 maja 1933 – 16 maja 1934)
| Funkcja                                              | Nazwisko                           | Nazwisko                | Czas pełnienia funkcji | Czas pełnienia funkcji |
| Funkcja                                              | Nazwisko                           | Nazwisko                | Od                     | Do                     |
| ---------------------------------------------------- | ---------------------------------- | ----------------------- | ---------------------- | ---------------------- |
| Prezes Rady Ministrów                                |                                    | Janusz Jędrzejewicz     | 10 maja 1933(dts)      | 16 maja 1934(dts)      |
| Minister wyznań religijnych i oświecenia publicznego | 10 maja 1933(dts)                  | Janusz Jędrzejewicz     | 23 lutego 1934(dts)    |                        |
| Minister spraw zagranicznych                         | Józef Beck                         | 10 maja 1933(dts)       | 16 maja 1934(dts)      |                        |
| Minister komunikacji                                 |                                    | Michał Butkiewicz (PPS) | 10 maja 1933(dts)      | 16 maja 1934(dts)      |
| Minister opieki społecznej                           |                                    | Stefan Hubicki          | 10 maja 1933(dts)      | 16 maja 1934(dts)      |
| Minister poczt i telegrafów                          | Emil Kaliński                      | 10 maja 1933(dts)       | 16 maja 1934(dts)      |                        |
| Minister sprawiedliwości                             | Czesław Michałowski                | 10 maja 1933(dts)       | 16 maja 1934(dts)      |                        |
| Minister rolnictwa i reform rolnych                  | Bronisław Nakoniecznikow-Klukowski | 10 maja 1933(dts)       | 16 maja 1934(dts)      |                        |
| Minister spraw wewnętrznych                          | Bronisław Pieracki                 | 10 maja 1933(dts)       | 16 maja 1934(dts)      |                        |
| Minister spraw wojskowych                            | Józef Piłsudski                    | 10 maja 1933(dts)       | 16 maja 1934(dts)      |                        |
| Minister przemysłu i handlu                          | Ferdynand Zarzycki                 | 10 maja 1933(dts)       | 16 maja 1934(dts)      |                        |
| Minister skarbu                                      | Władysław Zawadzki                 | 10 maja 1933(dts)       | 16 maja 1934(dts)      |                        |
| Minister wyznań religijnych i oświecenia publicznego | Wacław Jędrzejewicz                | 23 lutego 1934(dts)     | 16 maja 1934(dts)      |                        |

## W dniu zaprzysiężenia 10 maja 1933
- Janusz Jędrzejewicz – prezes Rady Ministrów, minister wyznań religijnych i oświecenia publicznego
- Józef Beck – minister spraw zagranicznych
- Michał Butkiewicz – minister komunikacji
- Stefan Hubicki – minister opieki społecznej
- Emil Kaliński – minister poczt i telegrafów
- Czesław Michałowski – minister sprawiedliwości
- Bronisław Nakoniecznikow-Klukowski – minister rolnictwa i reform rolnych
- Bronisław Pieracki – minister spraw wewnętrznych
- Józef Piłsudski – minister spraw wojskowych
- Ferdynand Zarzycki – minister przemysłu i handlu
- Władysław Zawadzki – minister skarbu

## Zmiany w składzie Rady Ministrów
- 23 lutego 1934
  - Odwołanie:
    - Janusza Jędrzejewicza z urzędu ministra wyznań religijnych i oświecenia publicznego (powołany na ten urząd 10 maja 1933).

  - Powołanie:
    - Wacława Jędrzejewicza na urząd ministra wyznań religijnych i oświecenia publicznego.